# Американское общество биологов растений
Американское общество биологов растений (ASPB) — профессиональное общество, занимающееся развитием наук о растениях. Основано в 1924 году как Американское общество физиологов растений и переименовано в 2001 году. Общество публикует The Plant Cell, Plant Physiology и Plant Direct. ASPB организует конференции и другие мероприятия, которые имеют ключевое значение для развития науки.
Членство в Американском обществе биологов растений открыто для любого человека из любой страны, который занимается вопросами физиологии, молекулярной биологии, биологии окружающей среды, клеточной биологии и биофизики растений и другими смежными вопросами.

## Миссия
Американское общество биологов растений основано в 1924 году, чтобы способствовать росту и развитию биологии растений, поощрять и публиковать исследования в области биологии растений, а также продвигать интересы и рост ученых-ботаников в целом. На протяжении десятилетий Общество развивалось и расширялось, чтобы обеспечить площадку взаимодействия по молекулярной и клеточной биологии, а также для удовлетворения основных интересов науки о растениях. Он публикует широко цитируемые и уважаемые журналы Plant Physiology и The Plant Cell, а также научно-обоснованный журнал Plant Direct, который является совместным журналом, выпущенным ASPB, Обществом экспериментальной биологии и John Wiley & Sons. Членство в ASPB охватывает шесть континентов, и его члены работают в таких разнообразных областях, как научные круги, правительственные лаборатории, а также промышленные и коммерческие среды. Общество также имеет большое количество студентов. ASPB играет ключевую роль в объединении международных дисциплин науки о растениях.

## Публикации
ASPB ежемесячно публикует три рецензируемых журнала:
- The Plant Cell, с 1989 года
- Plant Physiology, с 1926 г.
- Plant Direct, с 2017 года[2]

Общество также публикует новости ASPB News, распространяемые среди всех членов ASPB.